# Drum național 2M
Der Drum național 2M (rumänisch für „Nationalstraße 2M“, kurz DN2M) ist eine Hauptstraße in Rumänien.

## Verlauf
Die seit 2004 zur Nationalstraße aufgestufte Straße zweigt unmittelbar westlich von Focșani nach Westen vom Drum național 2D ab und folgt generell dem Lauf des Milcov flussaufwärts durch die Stadt Odobești nach Andreiașu de Jos. Von dort aus verläuft weiter in das Tal der Zăbala bis nach Nereju, wo sie endet.
Die Länge der Straße beträgt rund 52 km.